# Frediano Giannini
Frediano Giannini (Bozzano, 16 giugno 1861 – Roma, 25 ottobre 1939) è stato un arcivescovo cattolico italiano.

## Biografia
Frediano Giannini si unì all'Ordine francescano e ricevette l'ordinazione sacerdotale il 21 dicembre 1883. Dal 1900 al 1906 fu custode di Terra Santa. Il 20 gennaio 1905 papa Pio X lo nominò arcivescovo titolare di Serre, vicario apostolico di Aleppo e delegato apostolico in Siria. Ricevette la consacrazione episcopale il 5 marzo dello stesso anno dal delegato apostolico in Egitto, l'arcivescovo Aurelio Briante, O.F.M., co-consacranti il vescovo ausiliare di Gerusalemme, Luigi Piccardo, e l'eparca armeno-cattolico di Marasc, Jean Muradian. Il 12 febbraio 1936 papa Pio XI lo nominò vicecamerlengo della Camera apostolica.

## Genealogia episcopale
La genealogia episcopale è:
- Cardinale Scipione Rebiba
- Cardinale Giulio Antonio Santori
- Cardinale Girolamo Bernerio, O.P.
- Arcivescovo Galeazzo Sanvitale
- Cardinale Ludovico Ludovisi
- Cardinale Luigi Caetani
- Cardinale Ulderico Carpegna
- Cardinale Paluzzo Paluzzi Altieri degli Albertoni
- Papa Benedetto XIII
- Papa Benedetto XIV
- Cardinale Enrico Enriquez
- Arcivescovo Manuel Quintano Bonifaz
- Cardinale Buenaventura Córdoba Espinosa de la Cerda
- Cardinale Giuseppe Maria Doria Pamphilj
- Papa Pio VIII
- Papa Pio IX
- Cardinale Alessandro Franchi
- Patriarca Ludovico Piavi
- Vescovo Luigi Piccardo
- Arcivescovo Aurelio Briante
- Arcivescovo Frediano Giannini